# Cục Cảnh sát hình sự (Việt Nam)
Cục Cảnh sát điều tra tội phạm về trật tự xã hội, gọi tắt là Cục Cảnh sát hình sự, số hiệu: C02, trực thuộc Bộ Công an có trách nhiệm tham mưu giúp Thủ trưởng Cơ quan Cảnh sát điều tra Bộ Công an chỉ đạo, hướng dẫn lực lượng Cảnh sát điều tra tội phạm về trật tự xã hội trong cả nước tiến hành các biện pháp nghiệp vụ, phòng ngừa phát hiện, điều tra, xử lý các tội phạm về trật tự xã hội; trực tiếp điều tra những vụ án về trật tự xã hội theo quy định của pháp luật và của Bộ trưởng Bộ Công an.

## Tổ chức
- Phòng Trọng án[5]
- Phòng Phòng ngừa, đấu tranh với tội phạm trên tuyến giao thông (Phòng 3)
- Phòng Phòng ngừa, đấu tranh với tội phạm về tệ nạn xã hội (Phòng 4)
- Phòng Phòng ngừa, đấu tranh chống tranh chống tội phạm có tổ chức (Phòng 6)
- Phòng Hướng dẫn và điều tra án xâm phạm sở hữu (Phòng 8)
- Phòng Hướng dẫn điều tra tội phạm sử dụng công nghệ cao và có yếu tố nước ngoài (Phòng 9)
- Phòng Truy nã - Truy tìm (Phòng 10)
- Phòng Hướng dẫn và điều tra án xâm phạm nhân thân, quyền tự do dân chủ của công dân.

## Lãnh đạo hiện nay
- Cục trưởng: Trung tướng Trần Ngọc Hà, Ủy viên Đảng ủy Công an Trung ương, Phó Thủ trưởng Cơ quan Cảnh sát Điều tra, Bộ Công an
- Phó Cục trưởng:

1. Thiếu tướng Phan Mạnh Trường
2. Thiếu tướng Tô Cao Lanh
3. Đại tá Nguyễn Thanh Hà
4. Đại tá Bùi Đức Tài
5. Đại tá Lê Khắc Sơn

## Cục trưởng qua các thời kỳ
- Đại tá Trần Lung
- Thiếu tướng Phạm Xuân Quắc,
- Thiếu tướng Hồ Sỹ Tiến, đến 1.2018[2]
- Trung tướng Trần Trọng Lượng, từ 1.2018–6.2018 (Phó Tổng cục trưởng Tổng cục Cảnh sát kiêm nhiệm) [6]
- Trung tướng Trần Ngọc Hà, từ 6.2018–nay